# Bertie Carvel
Robert Hugh Carvel (Marylebone, Londres, Reino Unido, 6 de septiembre de 1977) es un actor británico. Ha ganado dos veces un premio Laurence Olivier: al mejor actor en un papel principal en un musical por su papel de Miss Trunchbull en Matilda the Musical, y al mejor actor en un papel secundario por su interpretación de Rupert Murdoch en Ink. Por este último papel, ganó el Premio Tony al Mejor Actor en un Papel Destacado en una Obra.
En televisión, Carvel es conocido por interpretar a Jonathan Strange en Jonathan Strange & Mr Norrell, Simon Foster en Doctor Foster y Adam Dalgliesh en Dalgliesh. También protagonizó el drama de ITV The Sister en el 2020 y por estelarizar el papel de Robin Day en la serie The Crown.

## Vida y educación
Carvel nació en Marylebone, Londres, hijo de madre psicóloga y John Carvel, periodista. Carvel se educó en la University College School, Hampstead. Obtuvo una licenciatura con honores de primera clase en inglés en la Universidad de Sussex, luego ganó un lugar en la Royal Academy of Dramatic Art (su formación actoral fue pagada a través de becas de The Wall Trust y la Fundación Sir John Cass), se graduó en el 2003 después de un curso de tres años..

## Carrera
Carvel ha aparecido en Revelations en el Hampstead Theatre, en Rose Bernd en el Arcola Theatre, como Alexander Ashbrook en la producción del National Theatre del 2005-2006 y 2006-2007 de Coram Boy de Helen Edmundson y en sus producciones de The Life of Galileo y The Man. of Mode, en Parade en el Donmar Warehouse, y en Matilda the Musical en el Cambridge Theatre, producido por la Royal Shakespeare Company.
Carvel fue nominado al Premio Laurence Olivier al Mejor Actor en un Papel Protagónico en un Musical por su actuación en Parade en 2008. Ganó el premio en la misma categoría en 2012 por su interpretación de Miss Trunchbull en Matilda the Musical, una producción que ganó otros seis Oliviers. Carvel también ganó el premio TMA del Reino Unido a la mejor interpretación en un musical y también fue nominado para el premio Evening Standard de Londres. Interpretó a Enrico en Damned By Despair en el Teatro Nacional.
En marzo de 2013, repitió su papel de Miss Trunchbull en Matilda on Broadway en el Teatro Shubert.  Esto le valió un premio Drama Desk al actor destacado en un papel destacado en un musical y una nominación al premio Tony al mejor actor en un papel principal en un musical, una de las pocas nominaciones para un actor que interpreta a un personaje opuesto.
De agosto a octubre del 2015, Carvel interpretó tanto a Pentheus como a Agave en Bakkhai en el Teatro Almeida.  Carvel también actuó como Yank en la obra The Hairy Ape en el Old Vic en noviembre del mismo año.
En febrero de 2016, Carvel anunció su debut como director. Dirigió la obra Strife en el Minerva Theatre, Chichester, que se estrenó en agosto de 2016.
En septiembre de 2017, Carvel interpretó el papel de Rupert Murdoch en la obra Ink de James Graham, que debutó en el Teatro Almeida antes de trasladarse al West End. En abril de 2019, Ink se transfirió a Broadway y Carvel repitió su papel. Esta actuación le valió un premio Tony al mejor actor destacado en una obra de teatro.
En el 2022 regresó a The Old Vic para interpretar al presidente estadounidense Donald Trump en The 47th, una nueva obra de Mike Bartlett.

### Roles en otros medios
Carvel ha aparecido en varios otros papeles de cine, televisión y teatro, incluidos The Wrong Mans, Babylon, Doctor Who, Sherlock, Bombshell, Hawking, The Crimson Petal and the White, Money and Midsomer Murders. Interpretó a Lord Carmarthen en John Adams. En la película para televisión Agatha Christie: A Life in Pictures, interpretó al segundo marido de Christie, Max Mallowan. Carvel apareció como Bamatabois en la película Les Misérables, basada en el musical del mismo nombre. Carvel es también la voz del agente imperial masculino en el MMORPG Star Wars: The Old Republic. En 2009, Carvel interpretó a Wormwood en la adaptación de audio de Focus on the Family de The Screwtape Letters, junto a Andy Serkis como Screwtape. Esta producción fue finalista del Premio Audie 2010.
En 2015, Carvel interpretó a Jonathan Strange en la adaptación de BBC One de la novela de Susanna Clarke Jonathan Strange & Mr Norrell, junto a Eddie Marsan como Gilbert Norrell. Interpretó a Nick Clegg en el drama de Channel 4 Coalition y en septiembre apareció como el marido infiel del personaje principal de Suranne Jones en la serie de suspenso de BBC One Doctor Foster. La segunda serie de Doctor Foster comenzó a filmarse en septiembre de 2016 y comenzó a transmitirse en septiembre de 2017.
Desde 2021, Carvel ha interpretado a Adam Dalgliesh en Dalgliesh de Helen Edmundson.  Interpreta en la segunda temporada al periodista Robin Day y al ex primer ministro Tony Blair en la quinta y sexta temporada de The Crown, convirtiéndose en el primer actor en interpretar 2 diferentes papeles en una misma serie.
El 8 de junio de 2025, se anunció que Carvel interpretaría a Cornelius Fudge en la serie de televisión Harry Potter.

## Vida personal
Carvel es patrocinador del programa 'Playing Shakespeare' del departamento de educación del Globe Theatre, que proporciona recursos educativos gratuitos y entradas gratuitas para el teatro a estudiantes de secundaria. En 2013 se postuló y fue elegido para el Comité de Etapa de 11 personas de Equity. Fue reelegido por un nuevo mandato de dos años en 2015.
Carvel está casado con la actriz Sally Scott, con quien se casó el 5 de enero de 2019 después de diez años de relación. Su primer hijo nació en mayo del 2020.